# Драган Јовановић (фудбалер)
Драган Јовановић Жена (рођен 29. септембра 1903. у Београду, Краљевина Србија — настрадао 2. јуна 1936. у Београду, Краљевина Југославија) је бивши југословенски фудбалер. Надимак „Жена“ је добио зато што је помагао хазенашицама на тренинзима, где је тренирала његова сестра Емилија, која је била репрезентативка у том спорту.

## Биографија
Јовановић је играо на позицији десне полутке и био је један од најбољих југословенских играча и стрелаца између два рата. Током читаве каријере је играо за ФК Југославију. Одиграо је 252 утакмице и постигао је 331 погодак, чиме је постао најбољи стрелац у историји клуба. Током прве две године које је провео у клубу, није вођена евиденција о одиграним утакмицама, тако да је број утакмица које је одирао и голова које је постигао знатно већи. Са ФК Југославијом је освојио две титуле првака (1924. и 1925.) и три пута је био најбољи стрелац првенства (1923, 1924. и 1925).
За селекцију Београда је наступио 52 пута, а дрес репрезентације Југославије носио у осам наврата, на којима се четири пута уписао у стрелце. Дебитовао је 28. октобра 1923. против Чехословачке у Прагу. Та утакмица је завршена резултатом 4-4, а Јовановић је био двоструки стрелац. Последњи меч у дресу са државним грбом је одиграо против истог противника 7. октобра 1928. поново у Прагу, када је репрезентација Југославије поражена са 7-1.
Учествовао је на Олимпијским играма 1924. у Паризу, на којима је репрезентација Југославије завршила учешће након првог кола у којем је поражена од Уругваја са 7-0.
Престао је да игра фудбал са 26 година, а затим је био секретар клуба и вођа фудбалске секције. Настрадао је у 33. години у саобраћајној несрећи при повратку са прославе 25 година постојања БСК-а. Аутомобил у којем се Јовановић налазио, ударио је у дрво у Немањиној улици у Београду у ноћи 1/2. јуна 1936. Од шесторице путника једино је он настрадао.

## Занимљивост
Драган Јовановић Жена је био фудбалер са најјачим шутом у историји југословенског фудбалског простора, уз Владу Зеленику из ФК "Вележа " и Бору Костића из "ФК Црвена звезда". Постоји анегдота о његовом шуту. На једној званичној утакмици у Београду шутирао је са 40 метар. Није се видјело да је лопта ушла у гол тако да судија није ни свирао гол. Они што су били ближе голу су бучно реаговали и натјерали судију да дође до гола. Морао је свирати гол за "Југославију" јер је установљено да је мрежа на вратницама била пробушена. Лопта је пробила мрежу.

## Голови за репрезентацију
| #  | Датум             | Место                 | Противник    | Гол   | Резултат | Такмичење   |
| -- | ----------------- | --------------------- | ------------ | ----- | -------- | ----------- |
| 1. | 28. октобар 1923. | Праг, Чехословачка    | Чехословачка | 2 : 0 | 4 : 4    | Пријатељска |
| 2. | 28. октобар 1923. | Праг, Чехословачка    | Чехословачка | 3 : 0 | 4 : 4    | Пријатељска |
| 3. | 10. фебруар 1924. | Загреб, Краљевина СХС | Аустрија     | 1 : 2 | 1 : 4    | Пријатељска |
| 4. | 28. октобар 1927. | Праг, Чехословачка    | Чехословачка | 2 : 4 | 3 : 5    | Пријатељска |

## Трофеји
СК Југославија
- Првенство Југославије (2): 1924, 1925.